# Scardamia chalcospilata
Scardamia chalcospilata là một loài bướm đêm trong họ Geometridae.